# Слевное
Слевное — село в Макушинском районе Курганской области России. Входит в состав Чебаковского сельсовета.

## География
Село находится на востоке Курганской области, в пределах юго-западной части Западно-Сибирской равнины, на восточном берегу озера Слевки, в лесостепной зоне, на расстоянии примерно 24 километров (по прямой) к югу от города Макушина, административного центра района. Абсолютная высота — 140 метров над уровнем моря.
Климат
Климат характеризуется как резко континентальный, с холодной продолжительной малоснежной зимой и жарким сухим летом. Средняя температура воздуха самого холодного месяца (января) составляет −18,4 °C (абсолютный минимум — −47 °С); самого тёплого месяца (июля) — 18,5 °C (абсолютный максимум — 39 °С). Безморозный период длится 120 дней. Годовое количество атмосферных осадков — 323 мм, из которых большая часть выпадает в тёплое время года. Продолжительность периода с устойчивым снежным покровом равна 160 дням.

## Население
| 1989 | 2002 | 2010 | 2012 | 2013 | 2014 | 2015 |
| ---- | ---- | ---- | ---- | ---- | ---- | ---- |
| 376  | ↘296 | ↘226 | ↘214 | ↘202 | ↗203 | ↘202 |
| 2016 | 2017 | 2018 |      |      |      |      |
| ↘196 | ↘192 | ↘182 |      |      |      |      |

Гендерный состав
По данным Всероссийской переписи населения 2010 года в гендерной структуре населения мужчины составляли 48,2 %, женщины — соответственно 51,8 %.
Национальный состав
Согласно результатам Всероссийской переписи населения 2002 года, в национальной структуре населения русские составляли 84 %.